# Sanndabhaig
Sanndabhaig är en by i Yttre Hebriderna i Skottland. Byn är belägen 317,4 km 
från Edinburgh. Orten har 640 invånare (2016).